# Merate
Merate est une commune italienne de la province de Lecco, dans la région Lombardie, en Italie.

## Administration
| Période                                  | Période | Identité | Étiquette | Qualité |
| ---------------------------------------- | ------- | -------- | --------- | ------- |
|                                          |         |          |           |         |
| Les données manquantes sont à compléter. |         |          |           |         |

### Hameaux
Brugarolo, Cassina Fra Martino, Pagnano-Cicognola, Sartirana.

### Communes limitrophes
Calco, Cernusco Lombardone, Imbersago, Montevecchia, Olgiate Molgora, Osnago, Robbiate, Ronco Briantino.

## Jumelages
- Buzançais (France) ;
- Kappeln (Allemagne).